# Самотність бігуна на довгу дистанцію
Самотність бігуна на довгу дистанцію (англ. The Loneliness of the Long Distance Runner) — повість Алана Сіллітоу, дія якої відбувається в Ірвін Біч. Опублікована в 1959-му як частина однойменної збірки оповідань. Твір фокусується на думках і переживаннях Коліна Сміта - бідного ноттінгемського підлітка з похмурого будинку в робітничому районі, в якого невеликі життєві перспективи і мало зацікавлень поза дрібними злочинами. Хлопець починає бігати на довгу дистанцію заради як емоційної так і фізичної втечі з його ситуації. Повість була адаптована Сіллітоу як сценарій однойменного фільму, режисером якого став Тоні Річардсон.

## Сюжет
Коли Сміта зловили за пограбування пекарні, його помістили у виправну колонію для підлітків Ракстон Тауерс. Поміщений в такі гнітючі умови, він знаходить втіху в бігу на довгі дистанції, і цим привертає до себе увагу начальства колонії. Йому пропонують дострокове звільнення з колонії, якщо він переможе у важливому змаганні з бігу по пересіченій місцевості проти престижнішої школи. Це значно б покращило ставлення громадськості до колонії Ракстон Тауерс, і в Сміта є добра причина співпрацювати.
Тим не менш, коли приходить час змагання, Сміт відкидає перемогу геть: після значного відриву від інших бігунів він навмисне зупиняється за кілька метрів від фінішної прямої, хоча всі далеко позаду і він може легко перемогти. Проходять секунди, а Сміт стоїть перед фінішем на очах у вражених глядачів, які кричать йому закінчувати забіг. Тим не менш, він дозволяє іншим бігунам пробігти мимо і перетнути фінішну пряму, програючи гонку в зухвалому жесті зневаги щодо своїх тюремників та репресивних сил, які вони представляють. В навмисному програші змагання Сміт демонструє свій вільний дух та незалежність. Адміністрація колонії не бариться з жорстокою відплатою - Сміт втрачає шанс дострокового звільнення і його знову примушують до важкої ручної праці. Тим не менш, озираючись назад на свої дії, він про них не жалкує.

## Згадки в культурі
- Британська геві метал група Iron Maiden адаптувала твір в однойменну пісню в альбомі Somewhere in Time.
- Стів Возняк, співзасновник Apple, згадав у своїй книжці iWoz про те, наскільки він думає як Сміт і як на нього вплинув твір Сіллітоу.[1]

## Переклад
Алан Сіллітоу. Самотність бігуна на довгі дистанції. Повість. Журнал "Всесвіт", №5, 1963, с.73. Переклав Аркадій Добровольський.

## Зноски
1. ↑  Wozniak та Smith, 2006, с. 252.